# Monique Séka
Pour les articles homonymes, voir Seka (homonymie).
 (novembre 2016).
Monique Séka est une chanteuse Afro-zouk de la Côte d'Ivoire.

## Biographie
Fille de Okoi Seka, chanteur ivoirien des années 1990, Monique Séka est née le 22 novembre 1965,,. Elle fréquente donc l'univers de la musique dès son jeune âge. Elle est surnommée la reine de la musique Afro-zouk et connue pour son timbre de voix exceptionnel. Avec la fusion musicale qu'elle engendre, Monique Seka est aussi une diva de la musique ivoirienne. Pendant le déroulement de sa carrière, elle rencontre Dominique Richard, membre fondateur de Radio Sun, qui devient son mari le 31 mars 1995 et aussi son producteur et imprésario. Elle devient mère  d'une fille, Carolyn Richard le 9 février 1998.

## Carrière
Dès l’enfance, la future "Reine de l’Afro Zouk" a commencé à côtoyer le monde musical. Elle fait ses premiers pas auprès de son père et devient par la suite choriste dans l’orchestre de la RTI (Radio Télévision Ivoirienne). Elle a eu l’idée de créer l’afro-zouk (mélange de zouk et de rythmes africains). Cette idée surprend et séduit les auditeurs. Pendant les années 1980, la musique caribéenne a occupé les marchés du monde. Monique s'approprie ce registre et sort son premier album en 1985 "Tantie Affoué". Monique remet la réalisation de ses arrangements au claviste cap verdien Manu Lima en 1989, pour son album Missounwa,. Vers la fin de l'an 1992, elle fait sortir quelques albums grâce à la rencontre de celui qui est devenu son mari, Dominique Richard, son producteur et imprésario. Monique Seka refait appel à Manu Lima en 1994 pour les arrangements de son nouvel album.
Après son entrée en Côte d'Ivoire avec l’album "Okaman", elle sort plusieurs autres singles et albums: Adéba en 1997, Yélélé en 1999 et plusieurs best of comportant des titres inédits : Anthologie en 1999, 15 ans 15 succès en 2003, Obligada en 2005, etc. 
Elle participe aux enregistrements de plusieurs artistes, comme celui de la chanson Yaye Demin Meiway.
Monique Seka représente la troisième génération d’une dynastie musicale de la Côte d’Ivoire. Le 23 novembre 2024 Monique Seka fête ses 60 ans avec ses fan a paris.

## Discographie
- 1986 : Tantie affoué
- 1989 : Missounwa, Éditions C.B.H.
- 1995 : Okaman, Déclic
- 1997 : Adeba
- 1999 : Yelele, Sony Music
- 2000 : Anthologie
- 2003 : Best of Album, Créon Music
- 2005 : Obligada